# Reggiane Re.2000
Reggiane Re.2000 Falco I byl italský celokovový jednomístný jednomotorový dolnoplošný stíhací letoun, který patřil ke zdařilým typům italských letadel, avšak velkého rozšíření na domácí půdě se nedočkal. Letoun Re-2000 byl inspirován americkým typem Seversky P-35.

## Vznik
V průběhu roku 1938 vyhlásilo italské ministerstvo letectví program, který požadoval modernizaci vybavení italského vojenského letectva novými typy letadel. Zadání znělo na jednomístný stíhací jednoplošník s hvězdicovým motorem a výzbrojí dvou kulometů Breda-SAFAT MC ráže 12,7 mm. Již téhož roku navrhl hlavní konstruktér společnosti Reggiane ing. Longi letoun Re.2000 Falco I. Práce na prvním prototypu byly zahájeny v druhé polovině roku 1938, dokončen byl na začátku roku 1939.

## Vývoj

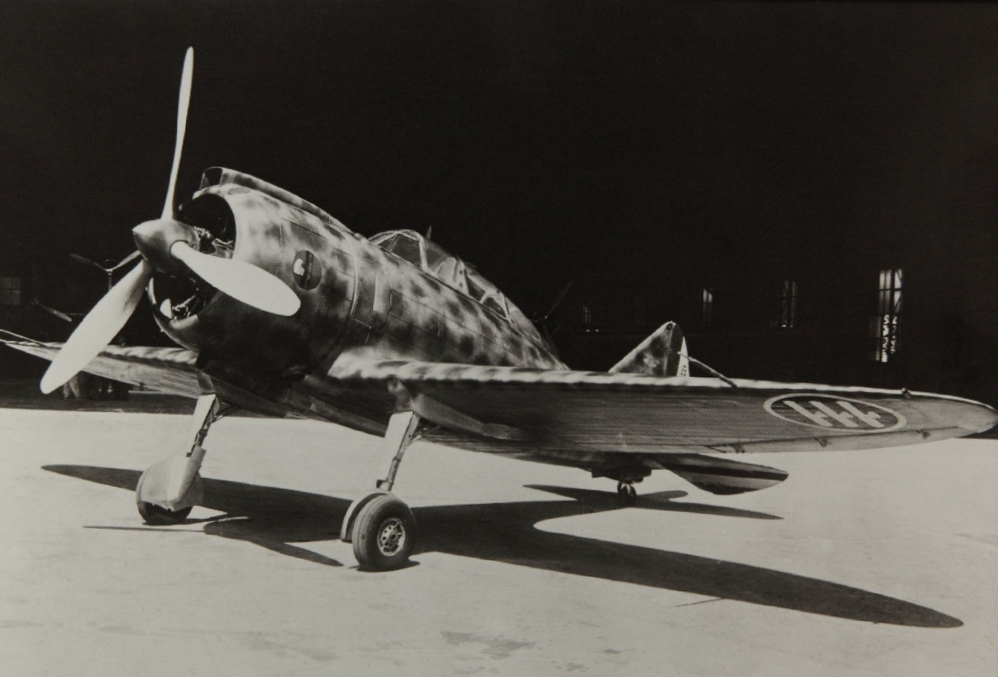
První prototyp Reggiane Re.2000 (MM408)

První prototyp Re.2000 vzlétl 24. května 1939 (sériové číslo MM408) poháněný dvouhvězdicovým čtrnáctiválcem s mechanickým kompresorem a reduktorem o výkonu 745 kW. Během úspěšných zkoušek obdržel výrobce od italského vojenského letectva zakázku na výrobu dalších dvou prototypů pro letové testy a jednoho draku pro lámací zkoušky.
Série oficiálních zkušebních a porovnávacích letů probíhala v srpnu 1939 na letišti Guidonia společně s typy Messerschmitt Bf 109E a Fiat CR.42. Re.2000 sice soutěž na nový stíhací typ nevyhrál, i tak Ministerstvo letectví v srpnu objednalo sérii dvou set kusů. Následující měsíc byla zahájena výroba první dvanáctikusové série pro testovací jednotku a připravoval se náběh výroby na zbytek objednaných letounů. Objednávka však byla záhy zrušena a dokončen zůstal pouze jeden drak, který později s motorem Piaggio P.XIX posloužil jako prototyp Reggiane Re.2002.
Druhý prototyp byl dokončen a zalétán v listopadu 1939 s jiným vstupem vzduchu pro karburátor, přepracovaným výfukovým potrubím a byl přidán aerodynamický kužel na střed vrtule. Některé ze změn byly zpětně provedeny i na prvním prototypu.
Ačkoliv továrna rychle reagovala na výtky ohledně integrálních palivových nádrží a přepracovala palivovou soustavu na samostatné palivové nádrže, typ opět objednán nebyl. Za to však ministerstvo letectví uvolnilo stroj k exportu. Jako první měli zájem Britové pro svoji RAF, ovšem z důvodu německého tlaku nakonec z obchodu sešlo. Uskutečnil se ale export do Švédska (60 kusů označených J 20) a Maďarska (70 kusů sériových čísel V401-470 i s licencí pro stavbu ve vagónce MÁVAG v Budapešti).

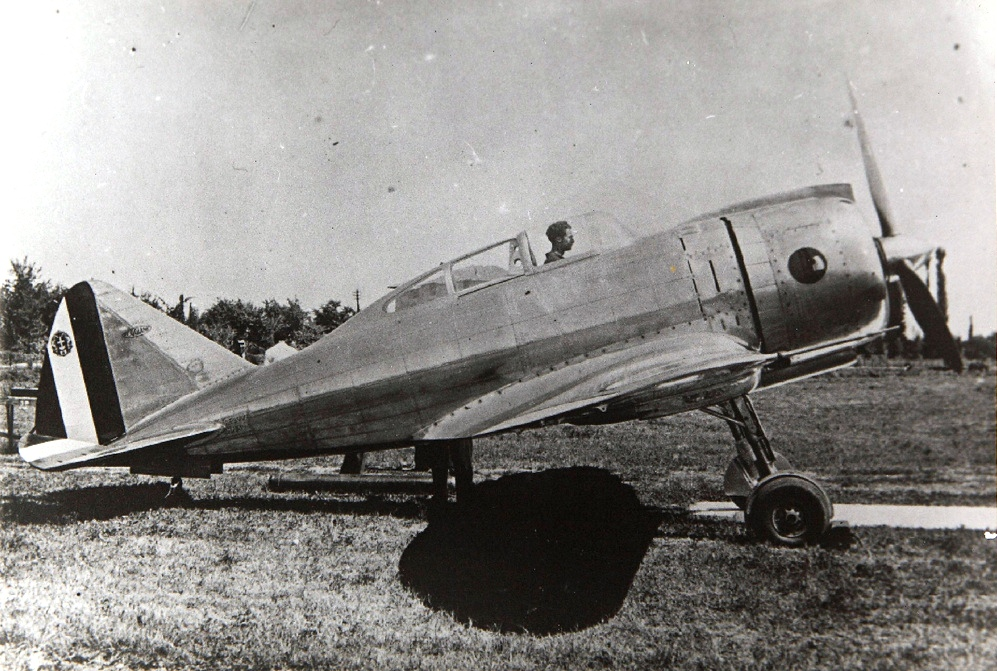
Reggiane Re.2000 Falco

Do letounů stavěných v Maďarsku byl montován dvouhvězdicový motor Manfred Weiss WM K-14B o výkonu 735 kW pohánějící třílistou vrtuli Hamilton-Standard a kulometná výzbroj Gebauer ráže 12,7 mm. Takto modifikovaných 191 strojů neslo označení MÁVAG Héjja.

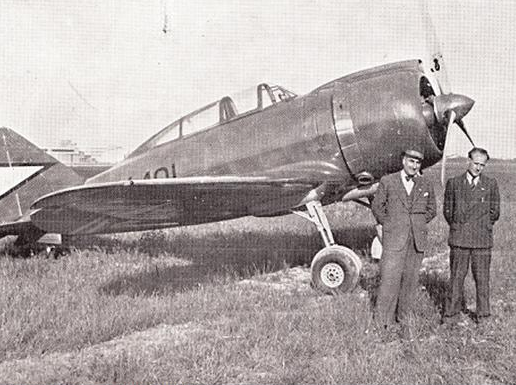
Ing. Alessio a Ing. Roberto Longhi u Re.2000

Od třetího vyrobeného kusu pro Švédsko byl montován motor Piaggio P.XI bis RC-40 s výkonem zvýšeným o 15 kW s třílistou vrtulí Piaggio P-1001 s elektrickým stavěním listů. Dodávky do Skandinávie probíhaly od dubna 1941 do června 1942 se sériovými čísly 2301-2360.
V roce 1941 zabavilo italské letectvo dvacet letounů z maďarské a osm ze švédské dodávky, a tak si nakonec Re.2000 odebralo. Z tohoto počtu bylo pět letounů dokončeno ve standardu I. série (MM5068-5072), z nichž tři byly později přestavěny na variantu s velkým doletem Re.2000 GA (grande autonomia). Dalších dvanáct draků ve verzi GA (MM8059-8070) bylo dokončeno již na výrobní lince, deset bylo během dubna 1942 upraveno pro katapultáž z lodí na verzi Catapultabile (MM8281-8290) (III. série) jako náhrada za typy IMAM Ro.43 a IMAM Ro.44. Od předchozích exemplářů se lišily změněným překrytem kokpitu, odlišným radiovybavením, zásobou paliva zvětšenou o stosedmdesátilitrovou nádrž za pilotním sedadlem, dále závěsem pro přídavnou nádrž nebo dvěstěkilogramovou pumu pod centroplánem. Část hřbetu za pilotním sedadlem obdrželo prolisy z duralových plechů namísto zasklení.
Jeden drak byl použit jako základ prototypu dvoumístného průzkumného letounu Reggiane Re.2003 (MM478).

## Nasazení

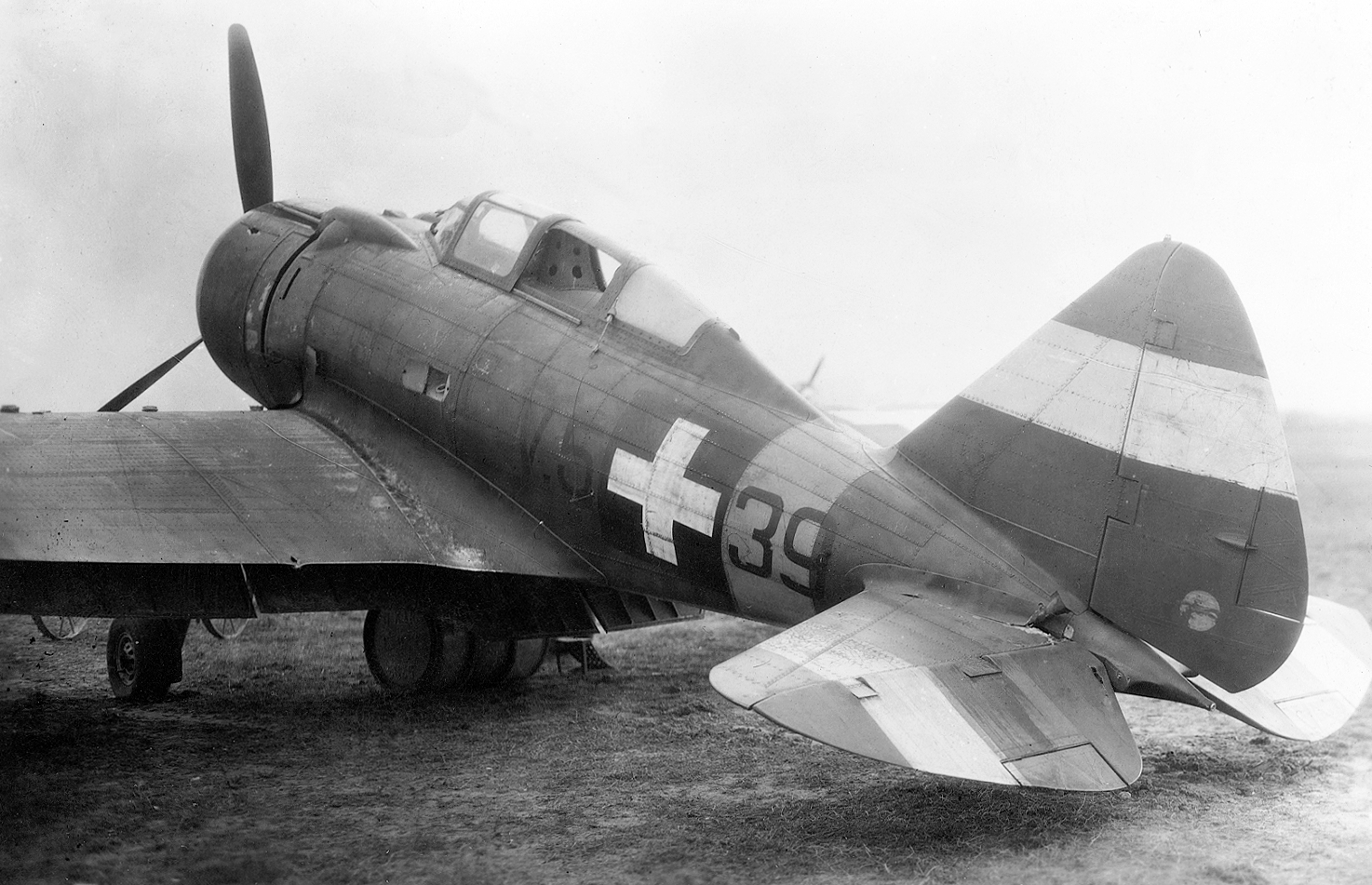
Maďarská MÁVAG Héja II

Re.2000 Regia Aeronautica především hlídkovaly a doprovázely konvoje mezi Sicílií (74. squadriglia dislokovaná v Comisu a 377. squadriglia na letišti Milo) a severní Afrikou. Útočily i proti Maltě. V roce 1942 byly prováděny zkoušky s katapultáží Re.2000 z lodí Vittorio Veneto, Roma a Miraglia. Námořní Catapultabile byly zařazeny u jednotky 1. squadriglia Forze Navali. Ve výzbroji lodí nakonec nezůstaly a do kapitulace Itálie dolétaly z pozemních základen.
Re.2000 Maďarského královského letectva byly nasazeny nejdříve na východní frontě, odkud byly pro nedostatečné výkony staženy k protivzdušné obraně na území Maďarska. Mnoho jich sloužilo i v leteckých učilištích, část se v pozdějším MLR zachovala v dobrém stavu do roku 1959.
Také Flygvapnet užíval Re.2000 u protivzdušné obrany státu jako záchytné stíhací letouny, bránící švédskou neutralitu. V této úloze operovaly do konce II. světové války, kdy byly nahrazeny domácími stroji FFVS J-22. Poslední válečná ztráta Re. 2000 Flygvapnetu proběhla v dubnu 1945, kdy bylo švédské Falco I sestřeleno palubním střelcem hydroplánu Dornier Do 24 během pokusu o jeho eskortu k nejbližšímu přístavu.

## Specifikace (Re.2000C „Catapultabile“)

Reggiane Re.2000

Údaje podle

### Technické údaje
- Osádka: 1
- Rozpětí: 11,00 m
- Délka: 7,99 m
- Výška: 3,20 m
- Nosná plocha: 20,40 m²
- Hmotnost prázdného letounu: 2 095 kg
- Vzletová hmotnost: 2850 kg
- Pohonná jednotka: 1 × dvouhvězdicový motor Piaggio P.XI R.C.40

### Výkony
- Maximální rychlost: 525 km/h
- Cestovní rychlost: 470 km/h
- Výstup do 6000 m: 6 min 10 s
- Dostup: 10 500 km
- Dolet: 1 400 km

### Výzbroj
- 2 × synchronizovaný kulomet Breda-Safat ráže 12, 7 mm
- 1 × 200kg puma